# Physocleora bella
Physocleora bella là một loài bướm đêm trong họ Geometridae.